# Pérignac (Charente)
Pérignac – miejscowość i gmina we Francji, w regionie Nowa Akwitania, w departamencie Charente.
Według danych na rok 1990 gminę zamieszkiwało 475 osób, a gęstość zaludnienia wynosiła 19 osób/km² (wśród 1467 gmin regionu Poitou-Charentes Pérignac plasuje się na 569. miejscu pod względem liczby ludności, natomiast pod względem powierzchni na miejscu 258.).